# Овчаренко, Александр (теннисист)
Александр Овчаренко (укр. Олександр Овчаренко; род. 17 октября 2001, Киев) — украинский профессиональный теннисист. Победитель четырнадцати турниров ITF (6 — в одиночном разряде).
С 2023 года Овчаренко представляет Украину на Кубке Дэвиса, где его рекорд W/L: 1—3.

## Общая информация
Родился 17 октября 2001 года в Киеве, на Украине.

## Спортивная карьера
В 2022—2024 годах стал победителем шести турниров ITF в одиночном разряде.
И в 2021—2024 годах стал победителем ещё восьми турниров ITF в парном разряде.

## Рейтинг на конец года
| Год  | Одиночный рейтинг | Парный рейтинг |
| 2024 | 313               | 443            |
| 2023 | 938               | 608            |
| 2022 | 385               | 440            |
| 2021 | 731               | 592            |
| 2020 | 1072              | 2315           |
| 2019 | 1327              | —              |